# Prioria balsamifera
Prioria balsamifera, el agba o tola, es un árbol muy alto de la familia Fabaceae. Es nativo de los bosques húmedos de las tierras bajas tropicales en el oeste de África, desde Nigeria hacia el sur hasta la cuenca del Congo en Angola, Camerún, República del Congo, República Democrática del Congo, Guinea Ecuatorial, Gabón, diseminado o en grupos locales, prefiere los suelos profundos y mucha humedad. Se encuentra amenazada por pérdida de hábitat y tala excesiva por su madera.
Es un árbol de gran porte creciendo hasta alcanzar 60 m de altura, con un tronco que mide entre 70 y 180 cm de diámetro con corteza resinosa. Sus hojas son pinnadas, con 6–10 folíolos dispuestos alternativamente de 4–9 cm de largo y 2–4 cm de ancho. Las flores son pequeñas, con cuatro (raramente cinco) sépalos blancos de 2 mm de largo y sin pétalos; se producen en panículas. La vaina mide 10–14 cm de largo y 3,5–4,5 cm de ancho, superficialmente se asemeja al sámara del arce con una sola semilla de 2–3 cm en un extremo, con el resto de la vaina modificado en un ala. Tiene un alto contenido de goma de abeto.

Otros nombres por los que se conoce este árbol son: achi, egba, emongi (Nigeria), tola blanc (Congo-Brazzaville), tola branca (Angola), N'Tola (Zaire).